# Denominacions de Jesús
Als Evangelis, Jesús de Natzaret rep diverses denominacions:

## Nom propi
- Jesús
- Emmanuel

## Epítets i altres
- Crist
- Jesucrist
- Crist Jesús
- Messies
- Logos
- Senyor
- Fill de Déu
- Fill de l'home
- Bon Pastor
- Anyell de Déu
- Llum de Déu
- Rei dels jueus (INRI)
- Rabí o Mestre
- Fill de Josep
- Natzarè
- Jo Soc
- Profeta
- Ecce homo

## Fora dels Evangelis
- Issa ibn Màryam (Jesús fill de Maria) o Issa al-Massí (Jesús el Messies) (islam)